# Aleksandar Vučić
Aleksandar Vučić (în sârbă Александар Вучић, transliterat: Aleksandar Vučić pronunțat [aleksǎːndar ʋǔtʃitɕ]; n. 5 martie 1970, Belgrad, RSF Iugoslavia) este un politician sârb care îndeplinește funcția de președinte al Serbiei din 31 mai 2017. El este, de asemenea, președinte al Partidului Progresist Sârb.
Înainte de a obține mandatul de președinte, Vučić a fost prim-ministrul Serbiei în două rânduri, în perioada 2014–2016 și din 2016 până în 2017, precum și vice-prim-ministru din 2012 până în 2014. În plus, Vučić a fost membru al parlamentului european din Serbia, ministru al informațiilor din 1998 până în 2000 și ministru al apărării din 2012 până în 2013.
În aprilie 2017, Vučić a fost ales Președinte al Serbiei din primul tur, cu peste 55% din voturi. El a fost învestit în funcție pe 31 mai 2017, succedându-l pe Tomislav Nikolić.

## Primii ani și educație
Aleksandar Vučić s-a născut în Belgrad, avându-i ca părinți pe Anđelko și Angelina Vučić (născută Milovanov). Strămoșii din partea tatălui proveneau din Čipuljić, aproape de Bugojno, din centrul Bosniei. Ei au fost expulzați de către gruparea croată Ustașa în timpul celui de-al doilea Război Mondial și s-au stabilit în apropiere de Belgrad, unde tatăl său s-a născut. Bunicul din partea tatălui lui Vučić, Anđelko, și zeci de alte rude apropiate au fost uciși de către Ustași.
Mama lui s-a născut în Bechej în Voivodina. Ambii părinți au fost absolvenți de economie. Tatăl său a lucrat ca economist, iar mama lui era jurnalistă.
Vučić a crescut în Noul Belgrad, și a terminat școala primară Branko Radičević, și un gimnaziu din Zemun. A absolvit Facultatea de Drept din cadrul Universității din Belgrad. El a învățat limba engleză în Brighton, Anglia și a lucrat în Londra ca comerciant. După întoarcerea în Iugoslavia, el a lucrat ca jurnalist în Pale, Bosnia și Herțegovina. Acolo, el l-a intervievat pe politicianul Radovan Karadžić și a jucat un meci de șah cu generalul Ratko Mladić. El de mic ținea cu Steaua Roșie Belgrad, mergând de multe pe stadion pentru a urmări meciurile echipei, participând inclusiv la meciul dintre Dinamo Zagreb și Steaua Roșie de pe 13 mai 1990, care s-a transformat într-o mare revoltă. Casele rudelor sale au fost distruse în timpul Războiului de Independență al Croației.

## Cariera politică
Vučić s-a înscris în Partidul Radical Sârb (SRS) în 1993, partid de extremă dreapta a cărui ideologie se baza pe naționalismul sârb și avea ca scop crearea unui Serbii Mari, și a fost ales în Adunarea Națională în urma alegerilor parlamentare din 1993. Doi ani mai târziu, la vârsta de 24 de ani, Vučić a devenit secretar general al SRS. După ce partidul său a câștigat alegerile locale din Zemun în 1996, el a devenit director al sălii polivalente Pinki.

### Ministru al Informațiilor (1998-2000)
În Martie 1998, Vučić a fost numit Ministru al Informațiilor în guvernul condus de Mirko Marjanović. În urma criticilor tot mai dese îndreptate împotriva lui Milošević, Vučić a introdus amenzi pentru jurnaliștii care au criticau guvernul și a interzis posturile străine de televiziune. 
În această perioadă, presa sârbă a fost acuzat pentru difuzarea de material  de propagandă care promova naționalismul sârb, propagandă care demoniza minoritățile etnice și care legitima atrocitățile sârbilor îndreptate împotriva lor. Pe 23 aprilie 1999, în timpul Războiului din Kosovo, NATO a bombardat sediul RTS din centrul orașului Belgrad, bombardament în urma căruia și-au pierdut viața 16 oameni. Cartierul general al NATO a justificat atentatul prin două argumente; în primul rând, acest bombardament a fost necesar „pentru a perturba și degrada comanda, controlul și rețelele de comunicații” ale Forțelor Armate Iugoslave, și în al doilea rând pentru că sediul RTS avea o contribuție importantă în răspândirea propagandei de război, promovând campaniile de hărțuire a populației din Kosovo.

### De la Partidul Radical la Partidul Progresist
Tomislav Nikolic, al doilea lider al Partidului Radical și, de facto, lider interimar din cauza absenței lui Vojislav Šešelj, a demisionat pe 14 septembrie 2008, din cauza unui dezacord cu Šešelj față de aderarea Serbiei la UE. În următoarea zi, Vučić a anunțat că se va retragere temporar din politică.
Pe 6 octombrie 2008 s-a înscris în Partidul Progresist Sârb (SNS), fiind numit în funcția de vice-președinte al partidului. Pe 29 septembrie 2012 Vučić a fost ales în funcția de președinte al partidului, după ce Tomislav Nikolić a fost nevoit să demisioneze pe 24 mai 2012, în urma alegerii sale în funcția de președinte al Serbiei.

### Ministru al Apărării și Prim-viceprim-ministru (2012-2014)
Vučić a fost pentru scurtă vreme Ministru al Apărării și prim-viceprim-ministru în perioada iulie 2012-august 2013, când a avut loc remanierea cabinetului..

### Prim-ministru (2014-2017)

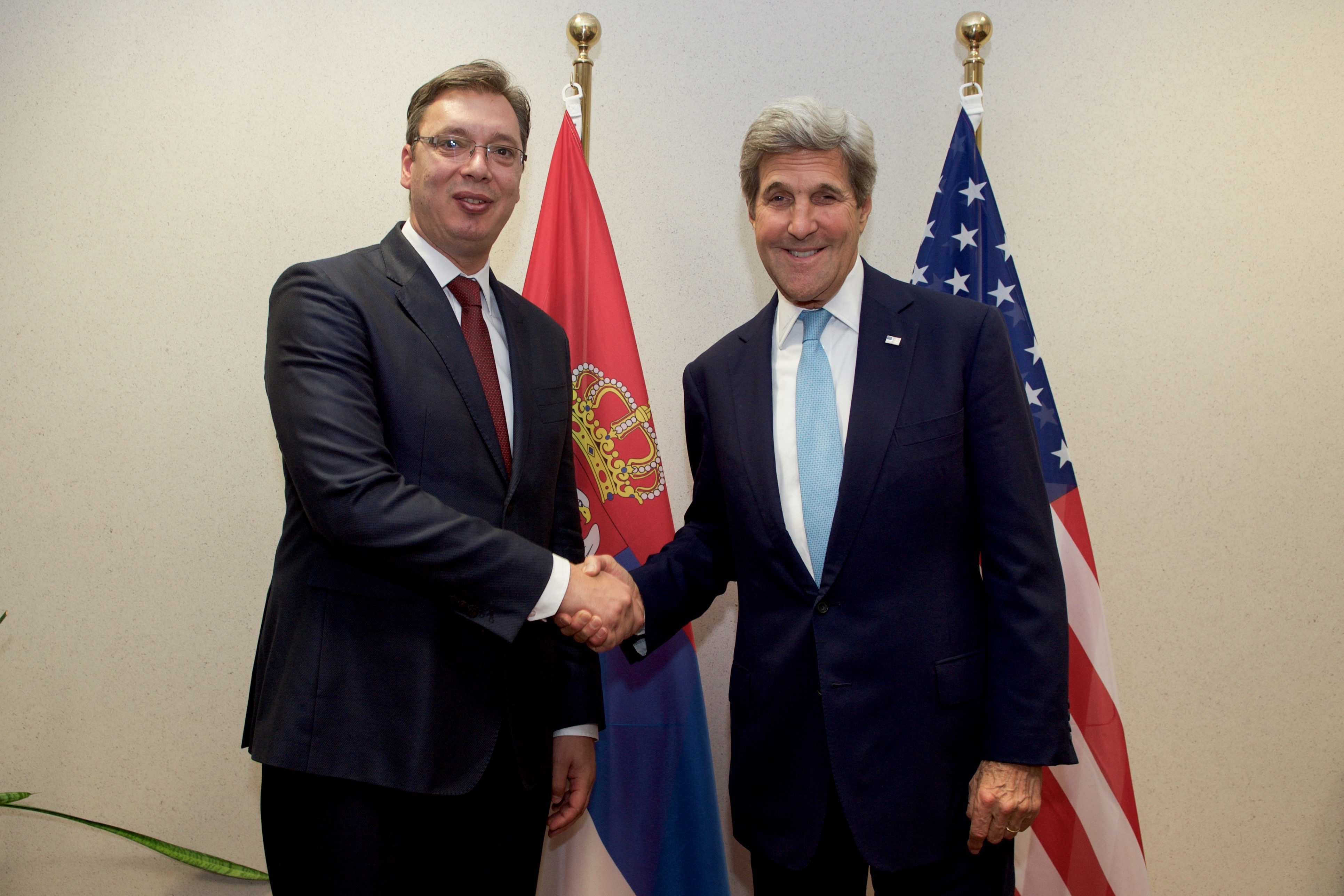
Vučić cu Secretarul de Stat al SUA, John Kerry, la Bruxelles, 18 iulie 2016

#### Alegerile parlamentare din 2014
În urma alegerilor parlamentare din 2014, Partidul Progresist al lui Vučić a câștigat 158 din cele 250 de locuri în Parlament și a format o coaliție de guvernare cu Partidul Socialist din Serbia. Vučić a fost ales Prim-Ministru al Serbiei.

### Alegerile prezidențiale din 2017
Vučić și-a anunțat candidatura la alegerile prezidențiale pe 14 februarie 2017, deși declarase anterior că nu va candida.
După ce s-a speculat inițial că președintele în exercițiu, Tomislav Nikolić, va candida și el, Nikolić a ales să nu o facă și l-a susținut pe Vučić și partidul său, SNS. Vučić a câștigat alegerile în primul tur, după ce a obținut 56,01% din voturi. Candidatul independent, Saša Janković a fost al doilea, cu 16,63%.

### Președinte (2017–prezent)

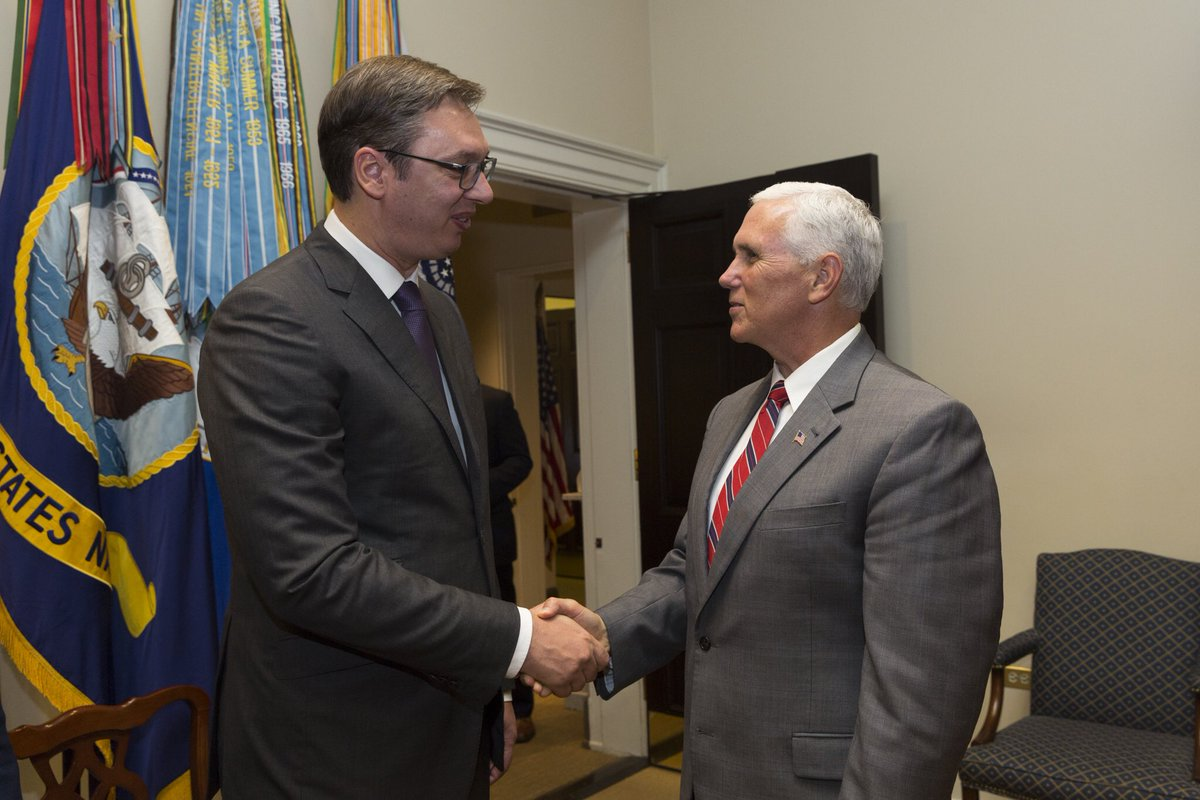
Aleksandar Vučić și Vicepreședintele SUA, Michael R. Pence, 17 iulie. 2017

Rezultatul alegerilor a stârnit proteste în toată Serbia. Mii de protestatari l-au acuzat pe Vučić de autoritarism. Protestatarii au organizat mitinguri prin intermediul rețelelelor sociale și insistă ca nu au legătură cu vreun partid sau politician, cerând „schimbarea clasei politice corupte, a sistemului de afaceriști și mass-media care servesc o elită condusă de dl. Vučić”. Vučić a declarat că protestele au fost organizate de către adversarii săi politici care s-au așteptat ca „dictatorul să scoată poliția în stradă.”
Cu toate acestea, Vučić a fost învestit în funcția de Președinte al Serbiei pe 31 mai, în fața Parlamentului. El a promis să continue reformele și a declarat că Serbia va rămâne pe calea pro-europeană. De asemenea, el a declarat că Serbia își va menține neutralitatea militară, dar continua să lucreze la parteneriate atât NATO, cât și cu Rusia.
După ce a devenit Președinte, Vučić a desființat serviciul de securitate responsabil pentru protecția președintelui, și a înlocuit-o cu membrii ai Cobrelor, unitatea de poliție militară care, contrar legii, l-a protejat în timp ce el a îndeplinit funcția de prim-ministru în perioada 2014-2017.
Pe 3 septembrie 2017, un autoturism de lux Bentley, în care se aflau trei bărbați, a fost implicat într-un accident, intrând în coloana prezidențială. Președintele Vučić și personalul său au scăpat nevătămați, iar bărbați au fost arestați sub suspiciunea de punere în pericol a securității președintelui. Mass-media apropiată de Vučić a catalogat acest accident ca fiind „o tentativă de asasinat”, în timp ce liderii opoziției susțin că aceasta este o „propagandă menită să-l înfățișeze pe fostul ultra-naționalist drept o victimă, pentru a deturna atenția de la problemele economice și sociale ale Serbiei”.

## Politici

### Anti-corupție și crima organizată
Vučić a promis să combată corupția și crima organizată în Serbia. De asemenea, el a promis să investigheze privatizările controversate care au avut loc în Serbia și legăturile dubioase dintre magnați și foști membri ai guvernului. Campania anti-corupție a lui Vučić i-a urcat cota de popularitate la 71%, în urma unui sondaj făcut în martie 2013, deși în doi ani nu au fost făcute condamnări, având loc doar câteva arestări.

### Economie
După alegerea sa ca prim-ministru în 2014, Vučić a promovat o politică de austeritate cu scopul de a reduce deficitul bugetar al Serbiei. Politica de consolidare fiscală a lui Vučić a vizat în primul rând reduceri de personal angajat la stat. Una dintre măsuri a fost reducerea pensiilor și a salariilor în sectorul public, precum și înghețarea locurilor de muncă în sectorul public. Vučić a susținut că reforma sa a redus deficitul țării și a contribuit la stabilitatea financiară a acestea. Criticii lui Vučić au susținut că măsurile luate de acesta nu au contribuit la redresarea economică, ci au dus la o scădere continuă a nivelului de trai al populației.
Pe 23 februarie 2015, guvernul condus de Vučić a încheiat un acord pe o perioadă de trei ani cu FMI în valoare de 1,2 miliarde de euro, ca o măsură de precauție pentru a asigurarea stabilității fiscale a țării pe termen lung. FMI a apreciat reformele făcute de Serbia, UE considerându-le ca făcând parte din „unul din cele mai de succes programe pe care FMI le-a avut-o vreodată”. PIB-ul Serbiei a depășit valoarea pe care o avea înainte de criza din 2008, iar salariile le-au depășit pe cele de atunci. Perspectivele economice sunt bune, cu PIB-ul având o creștere anuală de peste 3% și cu o scădere cu 68% a ponderii datoriei publice în PIB.

### UE și politica de imigrare
În timpul crizei refugiaților, Vučić a susținut politicile cancelarului german Angela Merkel. De asemenea, Vučić a declarat că Serbia va coopera cu UE în rezolvarea problemei reprezentate de valul de imigranți venit din Orientul Mijlociu țara sa fiind pregătită să preia o parte din migranți. „Serbia va primi un anumit număr de migranți. Acest lucru ne face mai europeni decât unele state membre. Nu putem ridica garduri”, a scris Vučić pe Twitter, în timp ce critica politicile de imigrație din unele țări membre ale UE.

### Aderarea la UE și Kosovo
Vučić a avut un rol important în negocierile privind aderarea Serbiei la UE, deplasându-se la Bruxelles pentru a avea discuții cu comisara Uniunii Europene pentru afaceri externe, baroneasa Ashton, precum și la Mitrovica, pentru a discuta detaliile unui acord politic între Belgrad și Priștina. În timpul vizitei sale în nordul Kosovoului, pentru a obține sprijin pentru acordul negociat cu Bruxelles-ul, el le-a cerut sârbilor din Kosovo să „lase trecutul în urmă și să se gândească la viitor”.
În 2017, Vučić a acuzat UE de ipocrizie și standard dublu deoarece a catalogat ca ilegal referendumul din Catalonia, dar a recunoscut independența provinciei separatiste Kosovo.

## Viața personală
Pe 27 iulie 1997 Vučić s-a căsătorit cu Ksenija Janković, o jurnalistă de la Radio Index și Srpska reč. Cuplul are doi copii. Cei doi au divorțat în 2011.
Pe 14 decembrie 2013, Vučić s-a căsătorit cu Tamara Đukanović, un diplomat de la Ministerul Afacerilor Externe din Serbia. Pe 9 iunie 2017, la o săptămână după ce Vučić a fost învestit în funcția de președinte, soția sa a născut un băiat.

## Alte surse
- Isailović, Danijela (6 septembrie 2010). „Ispao majci dok ga je dojila” (în sârbă). Index.hr. Arhivat din original la 4 martie 2016. Accesat în 28 mai 2015.
- „Najvažniji politički lideri regije porijeklom su iz BiH: Milanović, Bandić, Jeremić, Tadić, Vučić..” (în croată). Index.hr. 18 iulie 2013. Accesat în 28 mai 2015.
- „Vučić se prisjetio dana kada se tukao s Boysima na Maksimiru: Bilo je to očekivano, osjećala se mržnja” (în croată). Index.hr. 13 mai 2015. Accesat în 28 mai 2015.
- „Порекло Александра Вучића” (în sârbă). Poreklo. Accesat în 28 mai 2015.